# Konavink
De konavink (Chloridops kona) is een uitgestorven zangvogel uit de familie Fringillidae (vinkachtigen). De vogel werd op 21 juni 1887 geschoten door Scott Barchard Wilson op het eiland Hawaï en was toen al zeer zeldzaam. De eerste geldige beschrijving werd in 1888 gepubliceerd. De vogel leek op een grote groenling (Chloris chloris) met een veel dikkere snavel.

## Verspreiding en leefgebied
Deze soort was endemisch op het eiland Hawaï. Het leefgebied bestond uit natuurlijk, endemisch bos op oude lava op hoogten tussen de 1000 en 1800 m boven de zeespiegel, waar de vogels foerageerden op zaden. Het laatste exemplaar werd waargenomen in 1894, daarom heeft de vogel de status uitgestorven op de Rode Lijst van de IUCN.